# Lexovisaurus
Lexovisaurus ("ještěr kmene Lexoviů") byl rod tyreoforního dinosaura z čeledi Stegosauridae, který žil v období střední až svrchní jury (asi před 165 až 151 miliony let). Je tak jedním z nejstarších dosud známých stegosauridů. Pravděpodobně dorůstal délky 5 až 6 metrů a hmotnosti asi 2000 kg. Na hřbetě měl zčásti trny s oblou špičkou, které rostly především v zadní části trupu a na ocase. Měl však také "klasické" ploché desky.

## Historie
Fosilie lexovisaura byly objeveny v severní Anglii a Francii. Přestože byl popsán až v roce 1957, první zkameněliny tohoto druhu byly pod názvem Omosaurus popsány již o 70 let dříve. Zkamenělé kosti jedince, který byl nalezen ve Francii, nám ukazují značnou podobnost mezi lexovisaurem a jeho africkým příbuzným kentrosaurem.

### Česká literatura
- SOCHA, Vladimír (2020). Pravěcí vládci Evropy. Kazda, Brno. ISBN 978-80-88316-75-6. (str. 86-88)